# Supercoppa di Cina 2019
La Supercoppa di Cina 2019 è stata la diciassettesima edizione della Supercoppa di Cina.
Si è svolta il 29 febbraio 2019 al Suzhou Olympic Sports Centre di Suzhou tra lo Shanghai Haigang, vincitore della Chinese Super League, e il Beijing Guoan, vincitore della Coppa della Cina.
Lo Shanghai SIPG ha conquistato il trofeo per la prima volta.

## Partecipanti
| Squadre          | Qualificazione                     | Partecipazioni precedenti (il grassetto indica la vittoria) |
| ---------------- | ---------------------------------- | ----------------------------------------------------------- |
| Shanghai Haigang | Vincitore della Super League 2018  | 0                                                           |
| Beijing Guoan    | Vincitore della Coppa di Cina 2018 | 3 (1996, 1997, 2003)                                        |

## Tabellino
| Arbitro: | Zhang Lei |

|                                 |           |  |
| Wang Shenchao 62’ Lü Wenjun 66’ | Marcatori |  |

| Shanghai SIPG | Beijing Guoan |

|                 |    |               |       |       |
|                 |    |               |       |       |
| P               | 1  | Yan Junling   |       |       |
| D               | 28 | He Guan       | 24’   |       |
| D               | 13 | Wei Zhen      |       | 72’   |
| D               | 5  | Shi Ke        |       |       |
| C               | 23 | Fu Huan       |       | 90’   |
| C               | 8  | Oscar         | 90+2’ |       |
| C               | 6  | Cai Huikang   |       |       |
| C               | 4  | Wang Shenchao |       |       |
| A               | 10 | Hulk (c)      |       | 90+2’ |
| A               | 9  | Elkeson       |       |       |
| A               | 11 | Lü Wenjun     |       |       |
| A disposizione: |    |               |       |       |
| P               | 34 | Chen Wei      |       |       |
| A               | 14 | Li Shenglong  |       |       |
| C               | 15 | Lin Chuangyi  |       |       |
| D               | 21 | Yu Hai        |       | 72’   |
| C               | 24 | Lei Wenjie    |       | 90’   |
| A               | 33 | Huang Zhenfei |       | 90+2’ |
| D               | 36 | Yu Hao        |       |       |
| Allenatore:     |    |               |       |       |
| Vítor Pereira   |    |               |       |       |

|                 |    |                |     |     |
|                 |    |                |     |     |
| P               | 25 | Guo Quanbo     |     |     |
| D               | 28 | Jiang Tao      |     |     |
| D               | 26 | Lü Peng        |     |     |
| D               | 19 | Yu Dabao (c)   | 68’ |     |
| D               | 4  | Li Lei         |     |     |
| C               | 5  | Renato Augusto |     |     |
| C               | 6  | Chi Zhongguo   |     | 71’ |
| C               | 8  | Piao Cheng     |     |     |
| C               | 23 | Jonathan Viera |     |     |
| C               | 10 | Zhang Xizhe    |     | 87’ |
| A               | 17 | Cédric Bakambu |     |     |
| A disposizione: |    |                |     |     |
| P               | 14 | Zou Dehai      |     |     |
| C               | 7  | John Hou Sæter |     | 71’ |
| D               | 15 | Liu Huan       |     |     |
| D               | 18 | Jin Taiyan     |     |     |
| A               | 20 | Wang Ziming    |     | 87’ |
| D               | 24 | Zhang Yu       |     |     |
| A               | 29 | Ba Dun         |     |     |
| Allenatore:     |    |                |     |     |
| Roger Schmidt   |    |                |     |     |